# Salão do Automóvel de Buenos Aires
O Salão do Automóvel de Buenos Aires é um salão do automóvel que ocorre no mês de junho na cidade de Buenos Aires, capital Argentina.
A primeira edição ocorreu em 1998. Na edição de 2017 contou com 560 mil visitantes. A edição de 2019 pode não ocorrer devido à crise do governo de Mauricio Macri.

## Cronologia
- Salão do Automóvel de Buenos Aires 1998
- Salão do Automóvel de Buenos Aires 2000
- Salão do Automóvel de Buenos Aires 2005
- Salão do Automóvel de Buenos Aires 2007
- Salão do Automóvel de Buenos Aires 2011
- Salão do Automóvel de Buenos Aires 2013
- Salão do Automóvel de Buenos Aires 2015
- Salão do Automóvel de Buenos Aires 2017